# عبد الله بن مطيع
عبد الله بن مطيع بن الأسود تابعي وأحد كبار أنصار عبد الله بن الزبير ، يعد من رواة الحديث النبوي فقد روى صحيح مسلم قال أخبرني عبد الله بن مطيع عن أبيه قال سمعت النبي ﷺ يقول يوم فتح مكة لا يقتل قرشي صبرا بعد هذا اليوم إلى يوم القيامة، روى عنه ابناه إبراهيم بن عبد الله بن مطيع ومحمد بن عبد الله بن مطيع والشعبي وعيسى بن طلحة بن عبيد الله ومحمد بن أبي موسى.
والده هو الصحابي مُطِيعُ بنُ الأَسْوَدِ بن حَارِثَةَ بن نَضْلَة بن عَوْف بن عَبِيد بن عَوِيج بن عَدِيّ بن كَعْب. العدوي القرشي.

## صراعه مع الأمويين
لما أخرج أهل المدينة بني أمية من المدينة أيام يزيد بن معاوية وخلعوا إمارة يزيد، كان عبد الله بن مطيع أميرا على قريش وعبد الله بن حنظلة أميرا على الأنصار، فلما ظفر أهل الشام بأهل المدينة وقعة الحرة، انهزم عبد الله بن مطيع ولحق بعبد الله بن الزبير بمكة، وشهد معه حصار مكة الأول لما حصرهم أهل الشام بعد وقعة الحرة في عهد يزيد بن معاوية، وبقي مع ابن الزبير إلى أن حاصر الحجاج بن يوسف الثقفي ابن الزبير بمكة في عهد عبد الملك بن مروان ، وكان ابن مطيع معه، فقاتل هو يقول:

## وفاته
قتل عبد الله بن مطيع في حصار الحجاج بن يوسف الثقفي لمكة مع عبد الله بن الزبير عام (73 هـ - 692)، قال يحيى بن سعيد الأنصاري جاءوا إلى المدينة برأس عبد الله بن صفوان ورأس عبد الله بن الزبير ورأس عبد الله بن مطيع.